# サリー・ポッター
サリー・ポッター（Sally Potter、OBE、1949年9月19日 - ）は、イギリス・ロンドン出身の映画監督、脚本家、作曲家、ダンサーである。
ダンスと振りつけを学び、25歳のときにリミティッド・ダンス・カンパニーを結成。ダンスの短編映画を数本撮り、1983年に長編映画デビュー。

## 若年期
ロンドンで生まれ育つ。母親は音楽の教師で、父親はインテリアデザイナーで詩人。彼女の弟、ニック・ポッターはヴァン・ダー・グラフ・ジェネレーターのベーシストとなった。15歳のときにいくつか短編映画を撮り、ロンドンのコンテンポラリーダンス学校に振付師として所属する。映画作家として影響される思想的背景は何かと問われた際、「無神論者の背景とアナキストな背景が由来しているが、これは私が何事も当たり前とは思わない、疑問に満ちた環境で育ったことを意味する」と答えている。

## 経歴
ポッターは14歳の頃に、おじからもらった8ミリカメラでアマチュア映画を作り始めている。16歳のときに学校を中退し、映画作りに打ち込んだ。ロンドン・フィルムメーカーズ・コーポラティヴに参加した後、1968年から1970年に彼女は自分の生活とやりたいことを行うため、厨房での労働者や、BBCでのピクチャー・リサーチャーとして働いた。ロンドン・フィルムメーカーズ・コーポラティヴでは、『Jerk』（1969年）や『Play』（1970年）などの実験的な短編映画を制作した。彼女はその後、ダンサーや振付師としてロンドンのコンテンポラリーダンス学校で教え、ジャッキー・ランスリーとともにダンス会社を立ち上げる前までに『Combines』（1972年）を含む映画やダンスの振付を担当した。
ポッターは『Mounting』『Death and the Maiden』『Berlin』といった舞台作品において、パフォーマンス・アーティスト、演出家として賞を受けた。加えて「Feminist Improvising Group」や「The Film Music Orchestra」などのいくつかの音楽グループに所属し、歌手や作詞家としても仕事した。歌曲で綴られたアルバム『Oh Moscow』を製作する作曲家のリンジー・クーパーとコラボレーションを行い、アルバムは1980年代後半にヨーロッパ、ロシア、北アメリカでリリースされた。
ポッターの音楽の仕事は、映画『オルランド』のサウンドトラックをデヴィッド・モーションと共同で作曲したり、自身も映画のラストシーンで「I am You」を歌った映画『タンゴ・レッスン』のスコアを作るなど、後にも続くことになる。彼女の最近の音楽の仕事は『愛をつづる詩』や『Rage』といった映画のオリジナル曲で、フレッド・フリスと一緒に音楽プロデューサーとしてまた共同作曲者として参加したことである。
振付師としての仕事について彼女は、「振付師は完璧なまでの『貧しい劇場』なんです。求められることは体といくつかの空間に意志を働かせることだけ。だからどのように演出するかを学べたのが振付師でしたし、どのように働かせるかを学べたのがダンサーでした」と発言している。
国際的なフェスティバルを回り、ヒットした短編映画『Thriller』（1979年）で、映画製作を再開する。これに彼女の初となる長編映画で、ジュリー・クリスティが出演する『The Gold Diggers』（1983年）が続いた。彼女はその他にも、『The London Story』（1986年）、チャンネル4のドキュメンタリーシリーズの『Tears, Laughter, Fear and Rage』（1986年）、ソビエト映画の女性を描いた『I am an Ox, I am a Horse, I am a Man, I am a Woman』 （1988年）といった短編映画を監督した。
国際的に公開された映画『オルランド』（1992年）は、彼女の仕事を広く観衆に知らしめた。ティルダ・スウィントン主演で、ヴァージニア・ウルフの同名小説を元にポッターが脚色している。アカデミー賞にノミネートされ、『オルランド』は25個以上の国際的な賞を受賞した。
ウルフの書いた多くの小説は400年以上も前が舞台な上、男から女に性別が変わるキャラクターを用いていることから、もとより映画化は不可能と言われてきた。それゆえに資金難に陥ることが判明し、撮影と編集に20週しかかけなかったのにかかわらず、完成には7年を要した。『オルランド』はフェミニン映画と言われることもあるが、ポッターはそれを否定している。彼女はインタビューで、「私の映画はその言葉を使うことができないという結論に達しました。解放、尊厳、平等の約束という言葉を生み出したその基本原則を否定する意味ではありません。しかしその言葉は、人間が考えるのをやめてしまう言葉になります。その言葉が会話に出た時に、人は文字通りに、疲労で目が曇ってしまうのです」と語った。純粋なフェミニン運動の代わりに、ポッターは男になる厳しさ、女になる厳しさの両方を映画で主張している。
彼女の次の映画は、有名なタンゴダンサー、パブロ・ヴェロン (Pablo Veron) とともに自身も出演した『タンゴ・レッスン』（1996年）である。ヴェネツィア国際映画祭でプレミア上映され、マール・デル・プラタ国際映画祭で最優秀映画に送られる「Ombu de Oro」を受賞、「Sociedad Argentina de Autores y Compositores de Musicaでthe SADAIC Great Award」を受賞、英国アカデミー賞とナショナル・ボード・オブ・レビューで優秀作品にノミネートされた。『タンゴ・レッスン』は、『Rage』の脚本を執筆している最中に、ヴェロンとアルゼンチンのタンゴを学んだ経験をもとに、自伝とフィクションとを組み合わせたものになっている。『タンゴ・レッスン』は、ポッター自身が劇中で演じた最初の映画となった。この決定に関して彼女は、「私が踊りたい欲求が映画の勢いから出てきたため、私は演じなければいけないと悟ったのです」と語る。ポッターはパブロ・ヴェロンと映画『耳に残るは君の歌声』や、舞台作品『カルメン』 （2007年）でも共に仕事をした。
ジョニー・デップ、クリスティーナ・リッチ、ケイト・ブランシェット、ジョン・タトゥーロが出演した映画『耳に残るは君の歌声』は、2000年のヴェネツィア国際映画祭でプレミア上映された。
ジョアン・アレン、シモン・アブカリアン、サム・ニールが出演する映画『愛をつづる詩』（2004年）が続いて発表された。『愛をつづる詩』はアメリカ同時多発テロ事件への直接的な反応で書いており、ポッターは映画作りをより実験的な手法に戻そうと考えた。脚本は詩で書かれており、映画の予算は『耳に残るは君の歌声』よりずっと少なかった。映画の予算とスタイル面でのアプローチについて彼女は「多くの予算があるようには思えなかったので、もともと照明を使わずに撮影する方法を見出そうとしていました。ひとつの解決策は、1秒6フレームか3フレームで撮影することでした。それぞれのフレームで4回（時に8回）撮影した後、1秒24フレームに同調させました。ほとんどの暗闇で撮影ができ、人の顔も見え……テストの結果とても美しかった。それで映画の言語の一部にすることを決めました」と語る。
2007年、イングリッシュ・ナショナル・オペラでジョルジュ・ビゼーの『カルメン』を演出した。アリス・クート (Alice Coote) が出演、エス・デブリン (Es Devlin) がステージ・デザインを担当している。
『Rage』（2009年）は、携帯電話で公開した最初の映画だった。キャストはジュディ・デンチ、スティーヴ・ブシェミ、リリー・コール、ジュード・ロウ。『Rage』は、2009年のベルリン国際映画祭で優秀ドラマに送られるWEBBYにノミネートされた。
『ジンジャーの朝 〜さよなら、わたしが愛した世界』というタイトルのポッターの7作目となる長編映画は、自身が脚本と監督を担当し、クリストパー・シェパードとアンドリュー・リティインによって制作された。この映画は、エル・ファニングとアリス・イングラートをタイトル・キャラクター（ジンジャーとローザ）として主演に迎え、テルライド映画祭でプレミア上映された。この映画は2012年に英国で限定公開され、2013年初頭に北米でも限定公開された。
2017年、ポッターの映画『The Party』が公開された。

## 栄誉
ポッターの映画とビデオ作品による回顧展が、2009年にロンドンのBFIサウスバンクとマドリードのフィルモテカで、2010年にはニューヨーク近代美術館で開催された。
ポッターは2012年の国王誕生日に行われる叙勲にて、大英帝国勲章を受章した。

## フィルモグラフィ

### 長編作品
- The Gold Diggers （1983年）
- 『オルランド』 - Orlando （1992年）
- 『タンゴ・レッスン』 - The Tango Lesson （1997年）
- 『耳に残るは君の歌声』 - The Man Who Cried (2002年）
- 『愛をつづる詩』 - Yes （2004年）
- Rage （2009年）
- 『ジンジャーの朝 〜さよなら、わたしが愛した世界』 - Ginger＆Rosa （2012年）
- 『サリー・ポッターのパーティー』 - The Party （2017年）
- 『選ばなかったみち』 - The Roads Not Taken （2020年）

### 短編作品・実験映画
- Jerk （1969年）
- Hors d'oeuvres （1970年）
- Black & White （1970年）
- Play （1970年）
- Thriller at Women Make Movies （1979年）
- London Story at Women Make Movies （1980年）

### ドキュメンタリー
- Tears, Laughter, Fear & Rage （1986年）
- I Am an Ox, I Am a Horse, I Am a Man, I Am a Woman （1988年）